# South Chicago Heights
South Chicago Heights es una villa ubicada en el condado de Cook en el estado estadounidense de Illinois. En el Censo de 2010 tenía una población de 4139 habitantes y una densidad poblacional de 1.000,67 personas por km².

## Geografía
South Chicago Heights se encuentra ubicada en las coordenadas 41°29′0″N 87°38′14″O / 41.48333, -87.63722. Según la Oficina del Censo de los Estados Unidos, South Chicago Heights tiene una superficie total de 4.14 km², de la cual 4.09 km² corresponden a tierra firme y (1%) 0.04 km² es agua.

## Demografía
Según el censo de 2010, había 4139 personas residiendo en South Chicago Heights. La densidad de población era de 1.000,67 hab./km². De los 4139 habitantes, South Chicago Heights estaba compuesto por el 63.25% blancos, el 16.77% eran afroamericanos, el 0.56% eran amerindios, el 1.14% eran asiáticos, el 0.19% eran isleños del Pacífico, el 15.68% eran de otras razas y el 2.42% pertenecían a dos o más razas. Del total de la población el 34.79% eran hispanos o latinos de cualquier raza.